# Arquitectura de la empresa

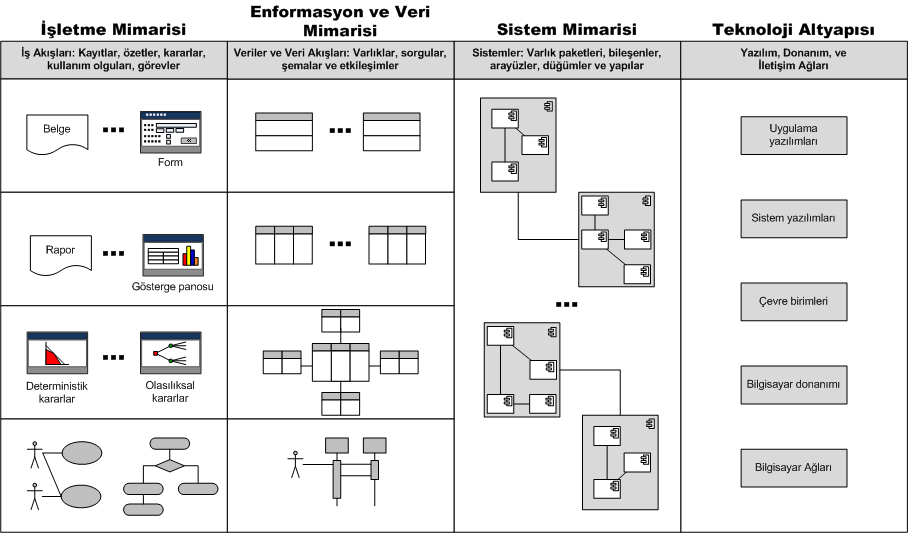
Esquema que muestra la organización y arquitectura de una empresa.

La arquitectura de la empresa se ocupa de las estructuras y los comportamientos de una empresa, especialmente de las funciones y los procesos empresariales que crean y utilizan los datos de la empresa. Se ha definido como "una práctica bien definida para llevar a cabo el análisis, el diseño, la planificación y la implementación de la empresa, utilizando un enfoque integral en todo momento, para el desarrollo y la ejecución exitosa de la estrategia". La arquitectura empresarial aplica principios y prácticas de arquitectura para guiar a las organizaciones a través de los cambios de negocio, información, procesos y tecnología necesarios para ejecutar sus estrategias. Estas prácticas utilizan los diversos aspectos de una empresa para identificar, motivar y lograr estos cambios".
Los profesionales de la arquitectura de la empresa, los arquitectos de empresa, son los encargados de realizar el análisis de la estructura y los procesos de la empresa y a menudo se les pide que saquen conclusiones de la información recopilada para abordar los objetivos de la arquitectura empresarial: eficacia, eficiencia, agilidad y continuidad de las operaciones empresariales complejas.

## Descripción general
Según el Código de los Estados Unidos n.° 44, sección 3601, se define arquitectura empresarial como «una base estratégica de activos de información, que define la misión, la información necesaria para llevar a cabo la misión, las tecnologías necesarias para llevar a cabo la misión y los procesos de transición para la implementación de nuevas tecnologías en respuesta a las necesidades cambiantes de la misión». A su vez incluye «una arquitectura de referencia, una arquitectura objetivo y un plan de secuencia».[cita requerida]
La arquitectura de la empresa no es sólo una cuestión de TI. Se trata de comprender la misión con el suficiente detalle como para poder tomar decisiones de compra informadas en toda la empresa, en su contexto y de manera oportuna.
"El Congreso, la OMB y la comunidad de TI se han desviado de la trama subyacente de la Ley Clinger-Cohen: NUNCA se trataba de la tecnología, sino de cómo se podía transformar la misión y los procesos de apoyo mediante la aplicación reflexiva de la tecnología", dijo Brubaker. Las agencias debían demostrar cómo aplicaban la tecnología de forma inteligente presentando casos empresariales claros y convincentes para invertir en tecnología y, a continuación, responsabilizarse de producir mejoras cuantificables en la misión y el rendimiento operativo". Lamentablemente, la OMB, la GSA, las agencias y los CIO no pudieron resistir la tentación de prescribir en exceso el cumplimiento y las tareas de impulso que se centraron en exceso en la tecnología y la infraestructura, lo que hizo que se perdiera por completo el objetivo." Paul Brubaker
El Enterprise Architecture Body of Knowledge define la arquitectura empresarial como una práctica, que

analiza las áreas de actividad común dentro de las organizaciones o entre ellas, en las que se intercambian información y otros recursos para orientar los estados futuros desde un punto de vista integrado de la estrategia, el negocio y la tecnología.

La empresa de análisis informático Gartner define el término como una disciplina en la que una empresa es conducida a través del cambio. Según su glosario,

"La arquitectura empresarial (EA) es una disciplina para liderar de forma proactiva y holística las respuestas de la empresa a las fuerzas disruptivas mediante la identificación y el análisis de la ejecución del cambio hacia la visión y los resultados empresariales deseados. La arquitectura de la empresa aporta valor al presentar a los líderes de negocio y de TI recomendaciones listas para la firma para ajustar las políticas y los proyectos con el fin de lograr los resultados de negocio deseados, que aprovechan las disrupciones de negocio relevantes. La arquitectura de la empresa se utiliza para dirigir la toma de decisiones hacia la evolución de la arquitectura del estado futuro".

Cada una de las definiciones anteriores subestima la realidad histórica de que la arquitectura empresarial surgió de los métodos para documentar y planificar las arquitecturas de los sistemas de información, y la realidad actual de que la mayoría de los profesionales de la arquitectura empresarial dependen de un director de sistemas de información u otro director del departamento de tecnología de la información. Hoy en día, en una estructura de organización empresarial, el equipo de arquitectura de empresa desempeña una función empresarial continua que ayuda a los directores de negocio y de tecnología de la información a determinar las mejores estrategias para apoyar y permitir el desarrollo y el cambio del negocio, en relación con los sistemas de información empresarial de los que depende el negocio.